# امکبا السیده
امکبا السیده (انگلیسی: Makeba Alcide؛ زادهٔ ۲۴ فوریهٔ ۱۹۹۰ در کاستریس) ورزشکار دو و میدانی زن رشته هفت‌گانه اهل سنت لوسیا است که در مسابقات کشوری و بین‌المللی در مجموع برندهٔ ۱ مدال نقره، ۲ مدال برنز شده‌است.